# District de Fier

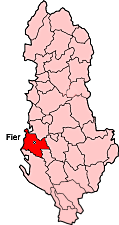

Le district de Fier est un des 36 districts d'Albanie. Il a une superficie de 850 km2 et compte 230 000 habitants. Sa capitale est Fier.
Il est voisin des districts albanais de  Lushnje, Kuçovë, Berat, Mallakaster et Vlorë mais détient aussi une façade sur la mer Adriatique. Le district dépend de la préfecture de Fier.

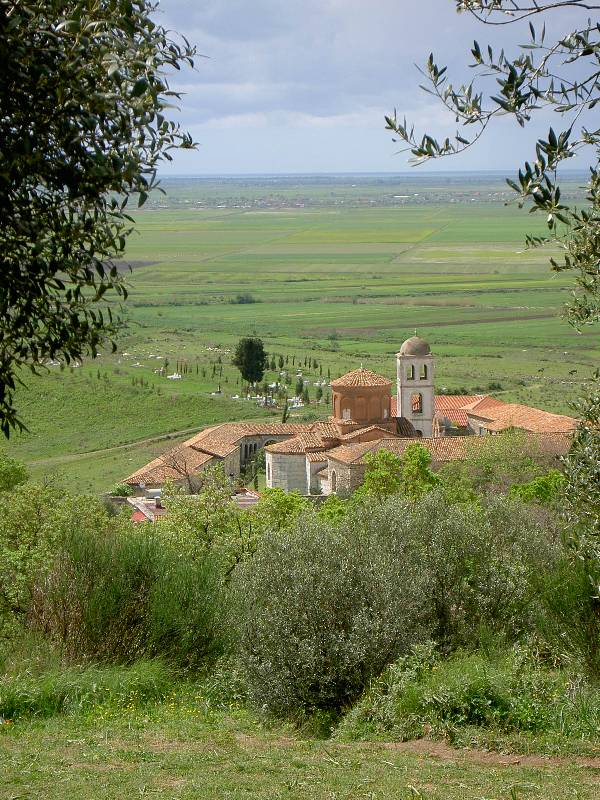
Les scènes d'Apollonia